# Ministeri d'Obres Públiques de Luxemburg
El Ministeri d'Obres Públiques de Luxemburg (en francès Ministère des Travaux Publics) fou un òrgan de gabinet de Luxemburg. Des del 24 de març de 1936, el títol de Ministre d'Obres Públiques era oficial, encara que el càrrec havia estat extraoficialment conegut per aquest nom des de la seva creació cap al 1848, el Ministre va tenir el títol d'«Administrador General». Des de 1857 fins a 1936, va ser conegut amb el títol de «Director General».
El 23 de juliol de 2009 el càrrec es va fusionar amb els de Medi Ambient per formar el nou Ministre de Desenvolupament Sostenible i Infraestructures, sota Claude Wiseler.

## Llista de ministres d'Obres Públiques
| Ministre               | Ministre                      | Partit               | Data inici             | Data fi                | Primer Ministre        |
| ---------------------- | ----------------------------- | -------------------- | ---------------------- | ---------------------- | ---------------------- |
|                        | Jean-Pierre André             | No                   | 1'agost de 1848        | 2 de desembre de 1848  | GTI de la Fontaine     |
|                        | Mathias Ulrich                | No                   | 2 de desembre de 1848  | 23 de setembre de 1853 | Jean-Jacques Willmar   |
|                        | Mathias Wellenstein           | No                   | 23 de setembre de 1853 | 23 de setembre de 1854 | Charles-Mathias Simons |
| Vacant                 |                               |                      |                        |                        | Charles-Mathias Simons |
|                        | Paul de Scherff               | No                   | 24 de maig de 1856     | 2 de juny de 1857      | Charles-Mathias Simons |
|                        | Guillaume-Mathias Augustin    | No                   | 2 de juny de 1857      | 29 de novembre de 1857 | Charles-Mathias Simons |
| Vacant                 |                               |                      |                        |                        | Charles-Mathias Simons |
|                        | Baron de Tornaco              | No                   | 26 de setembre de 1860 | 31 de març de 1864     | Baron de Tornaco       |
|                        | Ernest Simons                 | No                   | 31 de març de 1864     | 26 de gener de 1866    | Baron de Tornaco       |
| Vacant                 |                               |                      |                        |                        | Baron de Tornaco       |
| Emmanuel Servais       |                               |                      |                        |                        |                        |
|                        | Victor de Roebé               | No                   | 26 de desembre de 1874 | 6 d'agost de 1878      | Baron de Blochausen    |
| Vacant                 |                               |                      |                        |                        | Baron de Blochausen    |
| Édouard Thilges        |                               |                      |                        |                        |                        |
|                        | Victor Thorn (1r mandat)      | No                   | 22 de setembre de 1888 | 26 d'octubre de 1892   | Paul Eyschen           |
|                        | Paul Eyschen                  | No                   | 26 d'octubre de 1892   | 23 de juny de 1896     | Paul Eyschen           |
|                        | Charles Rischard              | No                   | 23 de juny de 1896     | 25 d'octubre de 1905   | Paul Eyschen           |
|                        | Charles de Waha               | No                   | 25 October 1905        | 3 March 1915           | Paul Eyschen           |
|                        | Victor Thorn (2n mandat)      | No                   | 3 de març de 1915      | 6 de novembre de 1915  | Mathias Mongenast      |
|                        | Guillaume Soisson (1r mandat) | PD                   | 6 de novembre de 1915  | 24 de febrer de 1916   | Hubert Loutsch         |
|                        | Antoine Lefort                | PD                   | 24 de febrer de 1916   | 19 de juny de 1917     | Victor Thorn           |
| 19 de juny de 1917     | Antoine Lefort                | PD                   | 28 de setembre de 1918 | Léon Kauffman          |                        |
|                        | Auguste Liesch                | LL                   | 28 de setembre de 1918 | 15 d'abril de 1921     | Émile Reuter           |
|                        | Guillaume Leidenbach          | PD                   | 15 d'abril de 1921     | 14 d'abril de 1923     | Émile Reuter           |
|                        | Guillaume Soisson (2n mandat) | PD                   | 14 d'abril de 1923     | 20 de març de 1925     | Émile Reuter           |
| Norbert Dumont         | LL                            | 20 de març de 1925   | 16 de juliol de 1926   | Pierre Prüm            |                        |
| Albert Clemang         | PRS                           | 16 de juliol de 1926 | 11 d'abril de 1932     | Joseph Bech            |                        |
|                        | Étienne Schmit                | PRL                  | 11 d'abril de 1932     | Joseph Bech            | 5 de novembre de 1937  |
|                        | René Blum                     | POS                  | 5 de novembre de 1937  | 6 d'abril de 1940      | Pierre Dupong          |
|                        | Victor Bodson (1r mandat)     | LSAP                 | 6 d'abril de 1940      | 1 de març de 1947      | Pierre Dupong          |
|                        | Robert Schaffner (1r mandat)  | GD                   | 1 de març de 1947      | 3 de juliol de 1951    | Pierre Dupong          |
|                        | Victor Bodson (2n mandat)     | LSAP                 | 3 de juliol de 1951    | 29 de desembre de 1953 | Pierre Dupong          |
| 29 de desembre de 1953 | Victor Bodson (2n mandat)     | LSAP                 | 29 de març de 1958     | Joseph Bech            |                        |
| 29 de març de 1958     | Victor Bodson (2n mandat)     | LSAP                 | 2 de març de 1959      | Pierre Frieden         |                        |
|                        | Robert Schaffner (2n mandat)  | DP                   | 2 de març de 1959      | 15 de juliol de 1964   | Pierre Werner          |
|                        | Albert Bousser                | LSAP                 | 15 de juliol de 1964   | 6 de febrer de 1969    | Pierre Werner          |
|                        | Jean-Pierre Büchler           | CSV                  | 6 de febrer de 1969    | 15 de juny de 1974     | Pierre Werner          |
|                        | Jean Hamilius                 | DP                   | 15 de juny de 1974     | 16 de juliol de 1979   | Gaston Thorn           |
|                        | René Konen                    | DP                   | 16 de juliol de 1979   | 20 de juliol de 1984   | Pierre Werner          |
|                        | Marcel Schlechter             | LSAP                 | 20 de juliol de 1984   | 14 de juliol de 1989   | Jacques Santer         |
|                        | Robert Goebbels               | LSAP                 | 14 de juliol de 1989   | 16 de gener de 1995    | Jacques Santer         |
| 16 de gener de 1995    | Robert Goebbels               | LSAP                 | 7 d'agost de 1999      | Jean-Claude Juncker    |                        |
|                        | Erna Hennicot-Schoepges       | CSV                  | 7 d'agost de 1999      | Jean-Claude Juncker    | 31 de juliol de 2004   |
|                        | Claude Wiseler                | CSV                  | 31 de juliol de 2004   | Jean-Claude Juncker    | 23 de juliol de 2009   |